# Un puente entre dos ríos
Un puente entre dos ríos (título original: Un pont entre deux rives) es una película francesa de drama y romance de 1999, dirigida por Frédéric Auburtin y Gérard Depardieu, escrita por François Dupeyron y basada en la novela de Alain Leblanc, musicalizada por Frédéric Auburtin, en la fotografía estuvo Pascal Ridao y los protagonistas son Carole Bouquet, Gérard Depardieu y Charles Berling, entre otros. El filme fue realizado por DD Productions, TF1 Films Production y Roissy Films; se estrenó el 7 de abril de 1999.

## Sinopsis
Trata acerca de una joven ama de casa que tiene una aventura con un ingeniero independiente y bohemio, su vida va a cambiar totalmente.